# Ranunculus hirtellus
Ranunculus hirtellus är en ranunkelväxtart som beskrevs av John Forbes Royle. Ranunculus hirtellus ingår i släktet ranunkler, och familjen ranunkelväxter.

## Underarter
Arten delas in i följande underarter:
- R. h. humilis
- R. h. orientalis
- R. h. parciflorus